# Al-Orobah FC
El Al-Orobah Club de Fútbol (en árabe: نادي العروبة لكرة القدم‎, romanizado: nādī al-orobah li-kūrāt ae-qādam, lit. 'Club de fútbol Al Orouba') es un equipo de fútbol de Arabia Saudita que juega en la Liga Profesional Saudí, la primera categoría nacional.

## Historia
Fue fundado en el año 1975 en la ciudad de Sakaka.
En la temporada 2012/13 logra el ascenso a la Liga Profesional Saudí por primera vez en su historia como campeón de la segunda categoría, y en su temporada de debut finalizó en octavo lugar. El club terminaría descendiendo en la siguiente temporada al terminar en último lugar entre 14 equipos.
En la temporada 2023/24 logra por segunda vez en su historia el ascenso a la Liga Profesional Saudí, como subcampeón de la segunda categoría.

## Logros
- Segunda División de Arabia Saudita (1): 2012-13
- Tercera División de Arabia Saudita (1): 2007-08